# Cetrelia sayanensis
Cetrelia sayanensis är en lavart som beskrevs av Otnyukova, Stepanov & Elix. Cetrelia sayanensis ingår i släktet Cetrelia och familjen Parmeliaceae.   Inga underarter finns listade i Catalogue of Life.